# 雑魚 (曲)
「雑魚」（ざこ）は、柊マグネタイトによるボーカロイド楽曲である。歌唱キャラクターは、初音ミクから派生した亞北ネルである。既存曲「ざぁこ」のセルフリメイクとして、2025年3月10日にYouTubeおよびニコニコ動画で公開され、同月26日にデジタルシングルとしてリリースされた。
本記事では、同年2月9日に公開され、同日非公開となった原曲「ざぁこ」および、その発表以降に発生した一連の騒動についても取り扱う。

## 概要
本作品は日本のボカロP、柊マグネタイトによる楽曲である。2025年3月10日にYouTubeおよびニコニコ動画上で発表された。ミュージックビデオの制作は channel（ちゃんねる、本作では channelcaststation 名義）による。
YouTubeでは公開翌日に100万再生を達成し、ウィークリーミュージックビデオランキング6位となった。また、柊マグネタイトによる楽曲では「リアライズ」および「テトリス」に次いでニコニコ動画ボカロランキング首位となった楽曲である。
リメイク元の歌愛ユキから変わり、本作品には亞北ネルが使用されている。亞北ネルは初音ミクを基にした二次創作キャラクターである。2ちゃんねるの書き込みが発祥とされ、初音ミクを貶める書き込みをしていた工作員をモデルに作られた、カウンターキャラクターである。使用された音声合成ソフト「VOCALOID」の歌声ライブラリは初音ミクであり、「歌 / 亞北ネル、声 / 初音ミク」という表記がなされている。
コーラスには重音テトが用いられている。リメイク元のコーラスは音街ウナであり、11歳という設定であったのに対し、リメイク後の重音テトは31歳という設定である。
歌詞はリスナーを挑発する内容となっている。直接的な性的表現はないが、「ざぁこ」というフレーズはメスガキを題材とした作品で定型的に使われるものであり、本作品にはそれをはじめとした表現が多用されている。
ミュージックビデオの制作を行ったchannel（CAST）は、サツキの楽曲「メズマライザー」のミュージックビデオの制作などで知られる。また、DECO*27の楽曲「ラビットホール」の、バニーガール姿の初音ミクがポップな絵柄に落とし込まれ躍動する二次創作アニメーション動画「Pure Pure」で話題となった。ミュージックビデオのイラストは、channel によってリメイク元の「ざぁこ」から全編にわたって描き変えられている。リメイクにあたり、新たに加えられたシーンもあった。サムネイルのイラストは、スマートフォンを片手にした亞北ネルが、魚を太ももに挟んで寝そべっているものである。

## ざぁこ
「ざぁこ」は、2025年2月9日に公開された、歌愛ユキを使用した柊マグネタイトによるボーカロイド楽曲である。コーラスには音街ウナが用いられていた。ミュージックビデオの制作はCAST（きゃすと）による。
歌愛ユキが挑発的または煽情的な言動をとり、聴き手を一方的に貶める内容の歌詞であり、直接的な性的表現はなかった。ミュージックビデオにおいて歌愛ユキは学生服を着ており、小学生から15歳に成長した姿で描かれていた。

## 反響と経緯

### 「ざぁこ」公開後の反響
2025年2月9日にリメイク元である「ざぁこ」が公開された。「ざぁこ」は歌愛ユキを使用した楽曲であった。歌愛ユキは実際の小学生の声をもとに開発され、「ボカロ小学生」「可愛い女の子の歌声を元に制作」と銘打たれて2009年12月に株式会社AHSから発売されたVOCALOIDである。あどけない声質ながら若干ハスキーとなっているのが特徴とされる。
公開直後、おもに日本国外において、歌愛ユキを本作品に用いるのはガイドライン違反ではないかとする意見や、児童ポルノに該当するのではないかという意見が寄せられた。本楽曲には直接的な性的表現は含まれていないものの、煽情的な歌詞と受け取ることもできることが指摘されている。煽情的・挑発的な言動をとるメスガキは、2次元コンテンツを中心としたアダルト作品の題材となり流行していたという背景があり、そうした表現をボイス提供元が小学生である歌愛ユキに歌わせるのは不適切であるとする意見であった。また、これには欧米圏では小児性愛に対する法規制が日本に比べ厳しいという背景もあるとされる。加えて、歌愛ユキの日本語版のガイドラインは「公序良俗に反するような使用」を禁止するという表現であるのに対し、英語版のガイドラインには「公序良俗に反する利用（日本国の適用法におけるわいせつ、性的、冒涜的な定義を含む）」を禁止すると記載されており、これを根拠にガイドライン違反を指摘する意見もあった。
これらの意見を受け、柊は「歌詞・描写に不適切な表現が含まれているという指摘を受けた」ためとして、同日ミュージックビデオを非公開にした。それと同時に、「ざぁこリメイク版」を制作することを公表した。柊は「リメイク版では問題点の修正に留まらず、楽曲とMVの魅力を最大化し、多くの方が提起してくださった問題点をすべて解消できる作品にしたいと考えております」とコメントを残した。また非公開に際し、ミュージックビデオを制作した channel (CAST) も「ユキを成長させたり、婉曲的な表現を使ったりすることにより、多少刺激的でも『ラブコメ』程度に認識されるだろう」と考えていたが、批判を受けて「考えが甘く、自分の配慮と腕が足りなかった」と謝罪している。

### 「雑魚」の公開とチャートイン
「ざぁこリメイク版」はリメイク元公開からちょうど1か月の3月9日に公開される予定であったが、延期され、2025年3月10日19時に「雑魚」として公開された。使用するVOCALOIDのキャラクターは歌愛ユキから亞北ネルに変更されたが、歌詞は変更されなかった。
公開翌日の3月11日にはYouTubeで100万再生を突破した。YouTubeウィークリーミュージックビデオランキングでは、初登場6位であった。集計期間は2025年3月7日から13日で、週間視聴回数は1,587,702回であった。2025年5月11日には、YouTubeで1000万再生を達成している。
2025年3月19日に公開されたBillboard JAPAN による"ニコニコ VOCALOID SONGS TOP20" では、首位を獲得した。集計期間は同年3月10日から3月16日までで、動画のコメント数ポイントはほかのチャートイン楽曲の約6倍に達している。本作品の投稿の影響を受け、柊マグネタイトによる過去の作品「テトリス」が2位、「カラフル」が7位、「マーシャル・マキシマイザー」が15位にランクインしている。Billboard JAPAN では、初音ミクのカウンターキャラクターである亞北ネルを使用したことと、リスナーを挑発する内容であることが話題となった要因であると指摘されている。"ニコニコ VOCALOID SONGS TOP20" では、以降の週でもチャートインしている。
| 回 | 公開日        | 順位 | 集計期間                      | 出典   |
| -- | ------------- | ---- | ----------------------------- | ------ |
| 1  | 2025年3月19日 | 1位  | 2025年3月10日 - 2025年3月16日 | [ 28 ] |
| 2  | 2025年3月26日 | 6位  | 2025年3月17日 - 2025年3月23日 | [ 29 ] |
| 3  | 2025年4月2日  | 9位  | 2025年3月24日 - 2025年3月30日 | [ 30 ] |
| 4  | 2025年4月9日  | 17位 | 2025年3月31日 - 2025年4月6日  | [ 32 ] |
| 5  | 2025年4月16日 | 11位 | 2025年4月7日 - 2025年4月13日  | [ 34 ] |
| 6  | 2025年4月23日 | 14位 | 2025年4月14日 - 2025年4月20日 | [ 36 ] |
| 7  | 2025年4月30日 | 15位 | 2025年4月21日 - 2025年4月27日 | [ 38 ] |
| 8  | 2025年5月7日  | 20位 | 2025年4月28日 - 2025年5月4日  | [ 40 ] |
| 9  | 2025年5月14日 | 10位 | 2025年5月5日 - 2025年5月11日  | [ 41 ] |

2025年3月20日、YouTubeにおいてサムネイルがYouTubeポリシーに違反しているとして表示出来なくなった。異議申し立ての結果、10分程度で元のサムネイルに戻った。
2025年4月8日には、JOYSOUNDにてカラオケ配信が開始された。

### 評価
リメイク後の動画のコメントには、イラストがすべて描き直されたことへの驚きや、その労力に対するボカロPとイラストレーターの信頼関係への評価が寄せられた。また、平仮名であった「ざぁこ」が漢字表記で「雑魚」になったことについて、幼くないことを示すかのようであるという意見や、ツンデレ子を示しているなどの意見があり、好意的に受け止められている。ライターの真貝聡は「元の楽曲をブラッシュアップして、さらに魅力的な曲に作り上げるのはさすがのひと言に尽きる」と評している。
また、亞北ネルが「防火ロイド」と呼ばれる初音ミクへのカウンターキャラクターであり、名前の由来が「もう飽きた。寝る」であることから、「もう批判飽きた寝る」がかかっている、防火ロイドとして炎上の火を消す、ボカロのアンチから生まれたという皮肉であることといった、ファンによる推測がなされている。そして、代役に亞北ネルを選んだことへのセンスの良さが評価されている。

### 二次創作
本楽曲の替え歌を東北きりたんに歌わせた、もるによる動画「たぁこ」が公開されている。この動画はニコニコ動画で有志により開催された「一風変わった見た目の立ち絵素材」を使用する動画投稿イベント「珍妙素材投稿祭」への参加のために制作された。